# Anton Litta
Marchese Anton Litta (auch: Antonio Litta, * 5. Dezember 1700  in Mailand; † 6. Februar 1770 in Mailand) war kaiserlicher General der Kavallerie (Generalkommissar der Armee in der Lombardei) sowie Ritter des Goldenen Vlies und 5. Marchese von Gambolò.
Seine Eltern waren der IV. Marchese von Gambolò Pompeo Litta (1639–1709) und dessen dritte Ehefrau Claudia Erba.
Litta war Vertreter der kaiserlichen Regierung in Mailand und wurde 1736 Kammerherr und 1748 Staatsrat. Im Jahr 1750 wurde er zum wirklichen Kämmerer ernannt. Am 30. November 1765 erhielt er für seine Dienste den Orden vom Goldenen Vlies (Nr. 777). Außerdem wurde er am 2. Januar 1766 zum kaiserlichen Feldzeugmeister ernannt.
Litta heiratete am 22. August 1722 die reiche italienische Erbin Paola Visconti Borromeo (* 23. Juli 1707; † 28. März 1763), Tochter des Vizekönigs von Neapel Julius (Giulio) Visconti († 20. Dezember 1750). Das Paar hatte zwei Kinder:
- Margherita (* 11. Juni 1723; † 9. November 1779) ⚭ 1740 Antonio Calderari (* 28. Dezember 1717; † 30. Oktober 1756), Marchese von Turano[1]
- Pompeo Giulio, VI. Marchese di Gambolò (* 20. Februar 1727; † 16. März 1797), Ritter des Goldenen Vlies ⚭ 1745 Maria Elisabetta Visconti Borromeo (1730–1794)